# Ukraiński Instytut Naukowy w Warszawie
Ukraiński Instytut Naukowy w Warszawie (ukr. Український Науковий Інститут у Варшаві) – instytucja naukowo-badawcza, działająca w latach 1930–1939 w Warszawie przy Ministerstwie Wyznań Religijnych i Oświecenia Publicznego, zajmująca się prowadzeniem badań nad szeroko rozumianą tematyka ukraińską.

## Historia
Został powołany w 1930 roku z inicjatywy ministra wyznań religijnych i oświecenia publicznego Rzeczypospolitej Sławomira Czerwińskiego, oraz władz Ukraińskiej Republiki Ludowej, z aprobatą Tadeusza Hołówki i Janusza Jędrzejewicza.
Zajmował się prowadzeniem badań nad historią, kulturą i gospodarką Ukrainy, wydawał liczne publikacje poświęcone Ukrainie (m.in. serię prac Dmytra Doroszenki Narys istoriji Ukrajiny w dwóch tomach, pełne wydanie dzieł zebranych Tarasa Szewczenki w 16 tomach) lub Rzeczypospolitej (tłumaczenie Pana Tadeusza Maksyma Rylskiego). Instytut kierował również akcją odczytową, prowadzoną w szkołach i ośrodkach akademickich.
Instytut wydał ponad 70 tomów publikacji, w tym 54 zeszyty artykułów z serii Praci..., najwięcej ze ukraińskich instytucji naukowych na terenie II Rzeczypospolitej i na emigracji.

## Władze Instytutu
- Ołeksandr Łotoćkyj (dyrektor, 1930–1938)
- Andrij Jakowliw (dyrektor, 1938–1939)
- Roman Smal-Stoćkyj (sekretarz generalny)
- Kost Macijewycz (członek Kolegium)
- Walentyn Sadowśkyj (członek Kolegium)
- Bohdan Łepkyj (członek Kolegium)